# مارتن باقر
مارتن باقر (بالدنماركية: Martin Bager)‏ مواليد 14 يناير 1982، هو لاعب كرة يد دانمركي. يلعب حاليا مع نادي إنكانتادا لكرة اليد في الدوري الإسباني لكرة اليد ويحمل الرقم 9.